# Desert de la Gran Conca

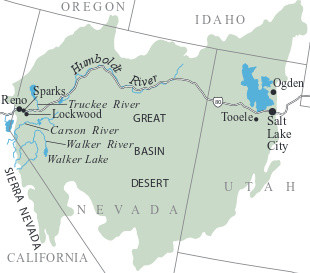
Situació als Estats Units

El Desert de la Gran Conca és un desert dels Estats Units que forma part de la Gran Conca entre Sierra Nevada i la serralada Wasatch. El desert és una regió geogràfica que se superposa en gran manera a l'estepa arbustiva de la Gran Conca definida pel Fons Mundial per la Natura i a l'ecoregió de la Conca Central i la Serralada (Central Basin and Range) definida per l'Agència de Protecció del Medi Ambient dels Estats Units i el Servei Geològic dels Estats Units. És un desert temperat amb estius calorosos i secs, i hiverns nevats. El desert abasta una gran part de l'estat de Nevada i s'estén a l'oest d'Utah, l'est de Califòrnia i Idaho. És un dels quatre deserts biològicament definits d'Amèrica del Nord, a més dels deserts de Mojave, Sonora i Chihuahua.
La topografia de conques i serres caracteritza el desert: valls amples vorejades per serralades paral·leles generalment orientades al nord-sud. Hi ha més de 33 cims dins del desert amb pics superiors a 3.000 m, però les valls de la regió també són altes, la majoria amb elevacions superiors als 1.200 m. Les comunitats biològiques del desert de la Gran Conca varien segons l'altitud: des dels llacs secs i salats baixos, fins a passar per valls d'artemísia, i als boscos de ginebres. La significativa variació entre valls i cims ha creat una gran varietat d'hàbitats, que al seu torn ha conduït a moltes poblacions petites i aïllades d'espècies vegetals i animals genèticament úniques en tota la regió. Segons Grayson, més de 600 espècies de vertebrats viuen a la Gran Conca florística, que té una petjada d'àrea similar a l'ecoregió. Seixanta-tres d'aquestes espècies s'han identificat com a espècies amenaçades a causa de la contracció dels hàbitats naturals (per exemple, el gall de les artemises gros, la guineu menuda, la rata cangur d'Ord i Phrynosoma platyrhinos).
L'ecologia del desert també varia segons la geografia. L'alta elevació i la ubicació del desert entre serralades influeixen en el clima regional: el desert format per l'ombra de pluja de Sierra Nevada bloqueja la humitat de l'oceà Pacífic, mentre que les muntanyes Rocoses creen un efecte de barrera que restringeix la humitat del golf de Mèxic. Les diferents ubicacions del desert tenen precipitacions diferents, segons la força d'aquestes ombres de pluja. L'entorn està influït pels llacs del Plistocè, que es van assecar després de l'última era glacial: el llac Lahontan i el llac Bonneville. Cadascun d'aquests llacs va deixar-hi diferents quantitats de salinitat i alcalinitat.

## Definició i límits

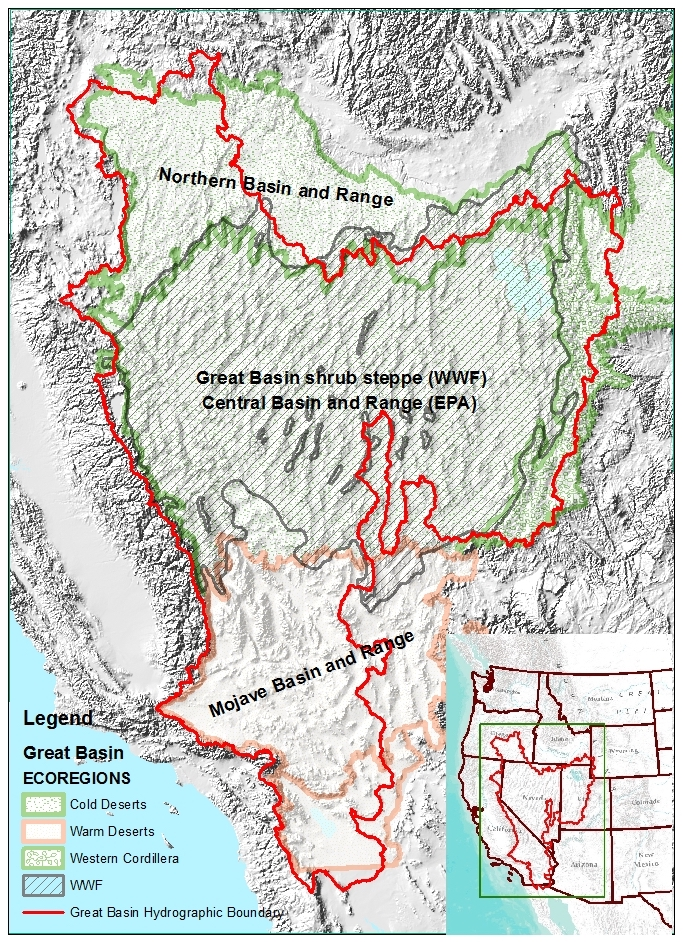

Són ecoregions tal com estan delimitades actualment per l'Agència de Protecció del Medi Ambient i el Fons Mundial per a la Vida Silvestre.
El Gran Desert de la Conca es defineix pels seus animals i plantes, tot i que els límits no n'estan clars.
Els científics tenen diferents definicions del gran desert de la conca, que sovint es defineixen en negatiu. J. Robert Macey defineix el "desert de matolls de la Gran Conca com el que no té arbusts de governadora". El Gran Desert de la Conca inclou diverses conques àrides que no tenen Larrea tridentata (governadora) com les valls de Chalfant, Hammil, Benton i Queen, així com totes les parts menys el sud-est de la vall d'Owens. Per contra, les valls de Panamint, Saline i Eureka tenen arbusts de governadora, a diferència de la vall de Deep Springs, que inclou part del desert de matolls de la Gran Conca.
L'estudi i la definició de les ecoregions també poden indicar els límits del gran desert de la conca. El 1987, J. M. Omernik definí una ecoregió del desert entre Sierra Nevada i Wasatch Range, denominant-la l'ecoregió "Northern Basin and Range". El 1999, l'EPA dels Estats Units canvià el nom de "Conca i serralada del nord" a "Conca i serralada centrals" i "Desert alt (riu Snake)" a "Conca i serralada del nord". El World Wildlife Fund va adoptar les ecoregions de la conca i la serralada d'Omernik, però extirpà una petita regió d'àrees d'altitud que contenen un refugi de l'Holocè, de l'antiga "conca del nord i ecoregió de la serralada" i la rebatejà com a "Gran estepa arbustiva de la conca". Tot i que l'EPA havia refinat els límits de l'ecoregió Central Basin and Range el 2003, quan el geògraf de l'USGS Christopher Soulard va escriure els seus informes sobre la regió, els seus mapes utilitzaven la frontera del 1999 per a la "Central Basin and Range", que és essencialment la mateixa que la "Great Basin Shrub Stepe". Afirma que el Gran Desert de la Conca està "englobat" dins d'aquesta àrea. Aquest article descriu l'ecologia general de la regió, incloses les zones d'alta elevació, i no es basa en diferències menors de les definicions de l'ecoregió o desert.

### Clima

Una ombra de pluja

El clima del desert de la Gran Conca es caracteritza per extrems: estius calorosos i secs i hiverns freds i nevats; frígides crestes alpines i valls càlides i ventoses; dies superiors als 32°C seguit de nits de prop de 4°C. Aquest és el clima de l'alt desert.
El clima del desert de la Gran Conca comença amb Sierra Nevada, a l'est de Califòrnia. Pujant 4.300 msm, aquesta serralada projecta una gran ombra de pluja sobre el desert. El temps que entra de l'oceà Pacífic perd ràpidament la humitat, com la pluja i la neu, a mesura que es veu obligat a pujar sobre les escarpades muntanyes. Quan arriba a la banda est de les muntanyes, queda poca humitat per portar al desert. L'efecte de l'ombra de pluja és més pronunciat a prop de Sierra Nevada, amb precipitacions anuals al desert de la Gran Conca de 230 mm a l'oest i 300 mm a l'est.
La humitat que aconsegueix arribar a l'ecoregió tendeix a precipitar-se a mesura que la pluja i la neu es troben en cotes més altes, principalment sobre les llargues muntanyes paral·leles de la regió. En última instància, qualsevol precipitació que caigui dins del desert no pot drenar cap a l'oceà Atlàntic ni cap a l'oceà Pacífic (per tant, el terme "conca"). En canvi, les precipitacions desguassen en llacs efímers o salins per rierols, o desapareixen per evaporació o absorció del sòl. El desert és el més fred dels deserts d'Amèrica del Nord.
Un dia qualsevol, el clima a través del desert de la Gran Conca és variable. La regió és extremadament muntanyosa i les temperatures varien segons la cota. En general, la temperatura disminueix 3,6 graus F per cada 1.000 peus guanyats en elevació. Això es tradueix fins a 17 graus de diferència entre cims de muntanyes i fons de vall el mateix dia a la mateixa hora. A la calor de l'estiu, aquesta diferència pot ser encara més acusada. Llevat d'algunes excepcions, el vent augmenta generalment amb l'elevació o l'altitud i, per tant, sovint es troben vents forts als cims i serralades.
Aquest clima sec i una topografia accidentada resulten massa durs per a moltes espècies de plantes i animals; no obstant això, les adaptacions genètiques a aquestes condicions han conduït a una riquesa d'espècies raonablement alta dins de l'ecoregió.
El Parc Nacional de la Gran Conca, situat en una part central del desert de la Gran Conca, és potser el millor exemple de clima típic de la regió.
El clima de Fallon és típic de cotes més baixes a la part occidental del desert de la Gran Conca. Situades al desert de les quaranta milles, les precipitacions són rares i els estius calorosos, tot i que les temperatures són més moderades que les dels deserts com el Mojave i el Sonora, a causa de la major altitud i latitud de la zona. Els hiverns d'aquesta secció de la conca encara són freds.
El desert del Gran Llac Salat, situat a prop de l'angle nord-est del desert de la Gran Conca, és un excel·lent exemple de clima àrid. Tot i que encara és sec, val la pena assenyalar que aquesta part del desert rep més precipitacions que les platges i salines similars a la vora occidental del desert de la Gran Conca.

## Comunitats biològiques
El patró de "conca i abast" amb conques i abasts adjacents en aquesta regió deriva en una increïble diversitat biològica. El clima, l'elevació, el tipus de sòl i moltes variables antròpiques influeixen en gran manera en la diversitat i la distribució de les comunitats d'arbustos, prats i boscos del desert. A l'alt desert hi ha nombrosos subclimes que es correlacionen amb les elevacions variades. Des dels fons de la vall fins als cims de les muntanyes, es trobaran combinacions constantment canviants d'espècies vegetals i animals que conformen unes 200 comunitats biològiques diferents. Aquestes comunitats es poden agrupar generalment en sis comunitats generals o "zones de vida".

### Zona Shadscale

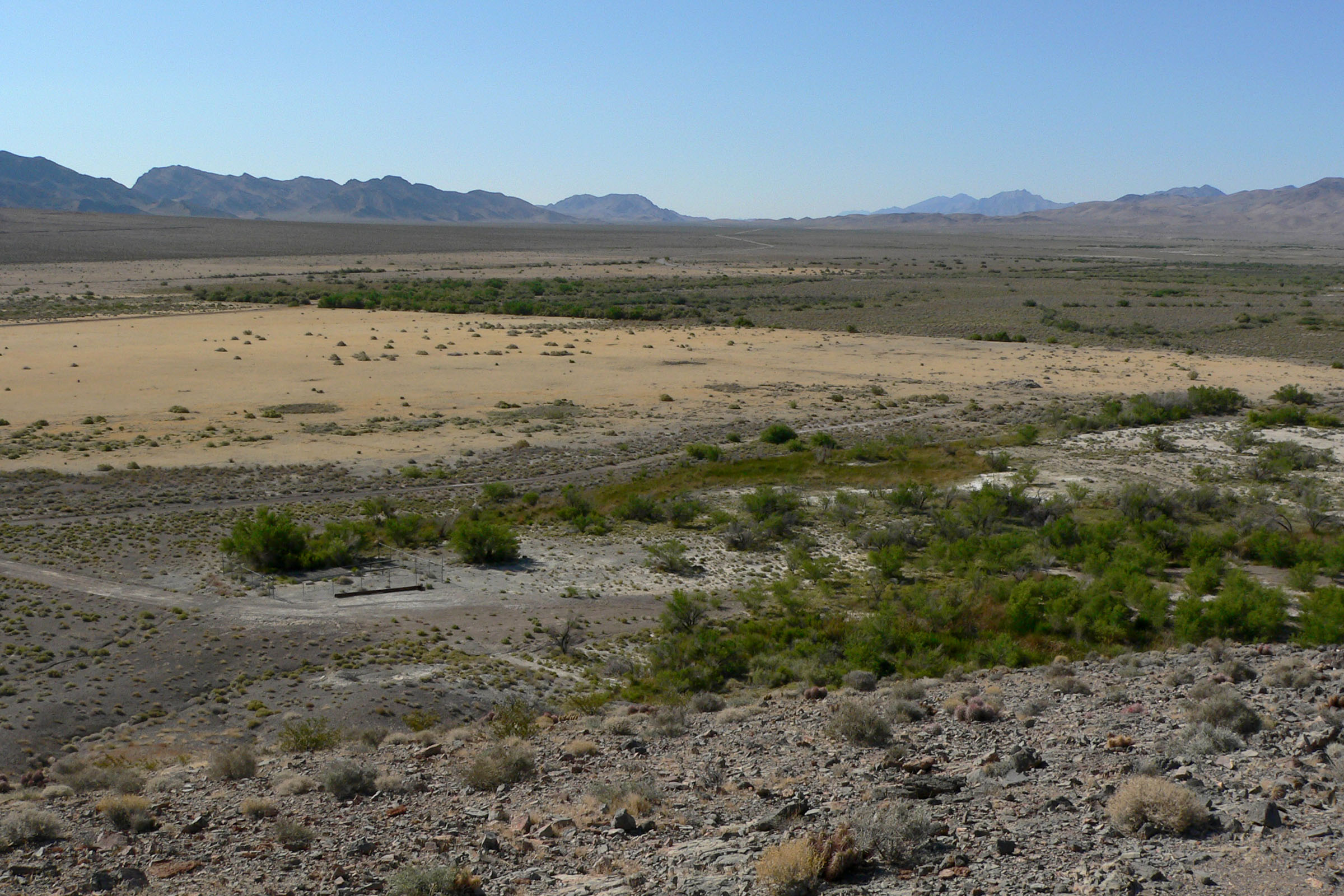
Fons de la vall dAsh Meadows National Wildlife Refuge

Als fons de la vall inferior, on les muntanyes desapareixen per crear sòls salins, es troba la zona d'ombra. Les plantes d'aquesta comunitat s'adapten a viure amb poques precipitacions, calor elevada i condicions salines. La quantitat d'aigua i el tipus de sòl d'una zona determinarà exactament quines plantes hi viuran. Algunes zones dels fons de la vall poden no tenir vida. Aquestes zones dessecades que s'inunden periòdicament s'anomenen platges. A la riba de les platges, l'Atriplex confertifolia és la planta dominant, però es manté en companyia de matolls de iode, herba salada, llúpols espinosos, crasses hivernals, salines d'Atriplex canescens i conill verd. No es troben arbres en aquesta comunitat. L'Adenostoma fasciculatum és l'arbust dominant a les zones més salines o on el nivell freàtic és elevat. Aquests arbusts i herbes associades produeixen normalment petites llavors abundants que són collides per rosegadors i insectes. La salinitat del sòl i la manca d'humitat en aquesta zona no són propicis per a la majoria de l'agricultura; no obstant això, el pasturatge de bestiar i l'agricultura de cereals han contribuït històricament a una disminució de la vegetació ja dispersa.

### Zona d'Artemisia tridentata

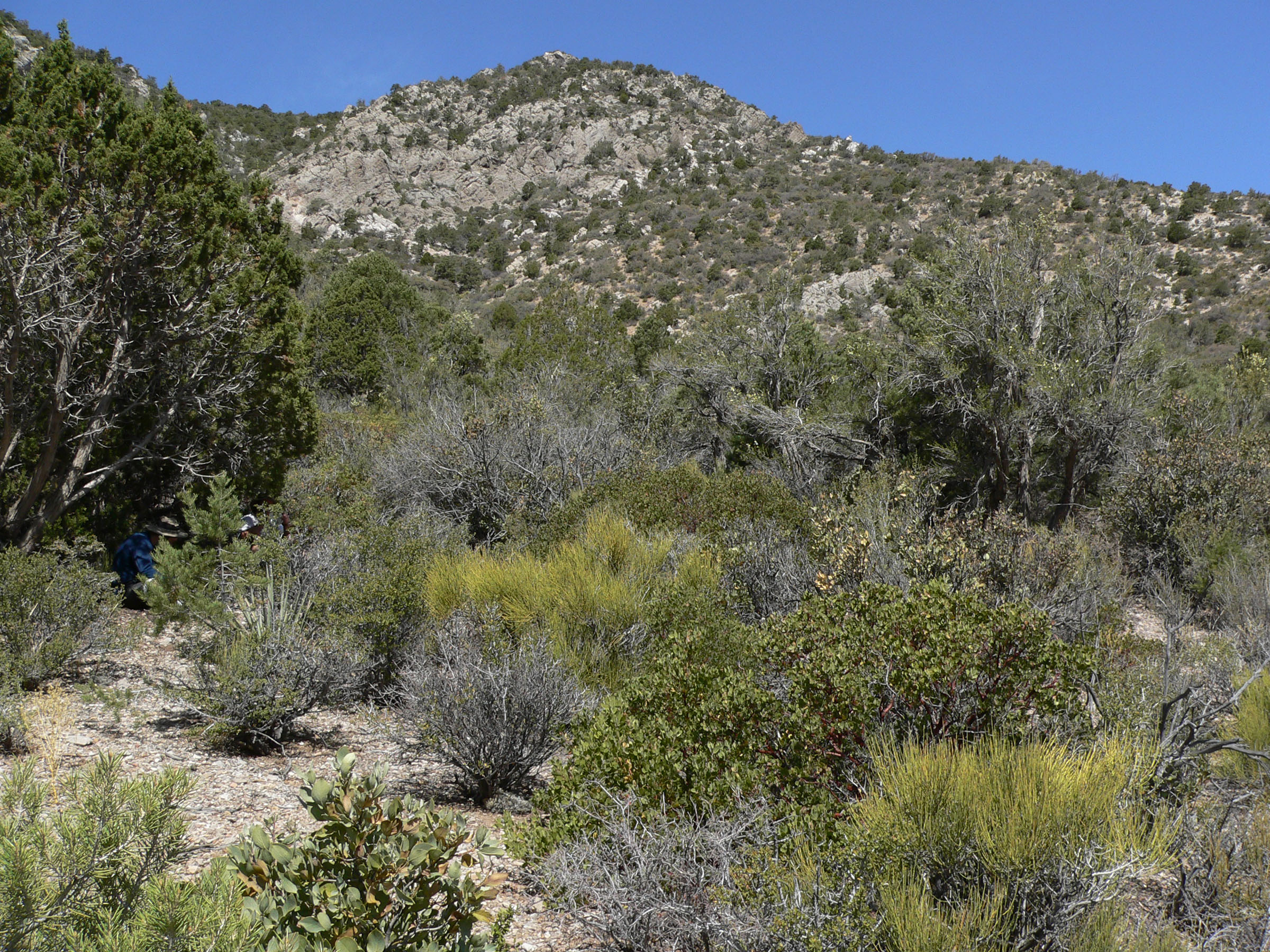
Artemísia a les muntanyes de la Mare de Déu, Nevada

La baixada de la salinitat del sòl i la pujada de la humitat a mesura que augmenta l'elevació condueix a una transició a la brolla d'artemísia i herbassars just a sobre de la zona d'ombra. Aquesta extensió constitueix la major quantitat de terres del desert (38,7%) i està dominada per l'Artemisia tridentata. La zona de brolla d'artemísia es troba als vessants inferiors de la muntanya i als cons de dejecció. Les àrees d'aquesta zona que tenen sòls més salins i humits estan dominades per Artemisia tridentata. L'Artemisia arbuscula i l'Artemisia nova dominen les zones amb forts pendents rocosos i sòls poc profunds. Les herbes anuals introduïdes com el Bromus tectorum i l'Halogeton glomeratus també caracteritzen aquesta zona, tot i que les herbes de raïm autòctones han prosperat entre la brolla d'artemísia. La supressió històrica del foc, la freqüència de foc ajustada després de la introducció d'herbes anuals i el pasturatge generalitzat del bestiar han contribuït a la contracció de la zona ocupada per la brolla d'artemísia. Segons Noss, el 99% de la zona de gespa ha estat danyat pel bestiar, amb danys importants en el 30% de la zona. Altres arbustos que es troben habitualment a la zona de la brolla d'artemísia són dels gèneres Purshia, Symphoricarpos, Ephedra i alguns de la família de les asteràcies.

### Comunitat Pinyon-Juniper

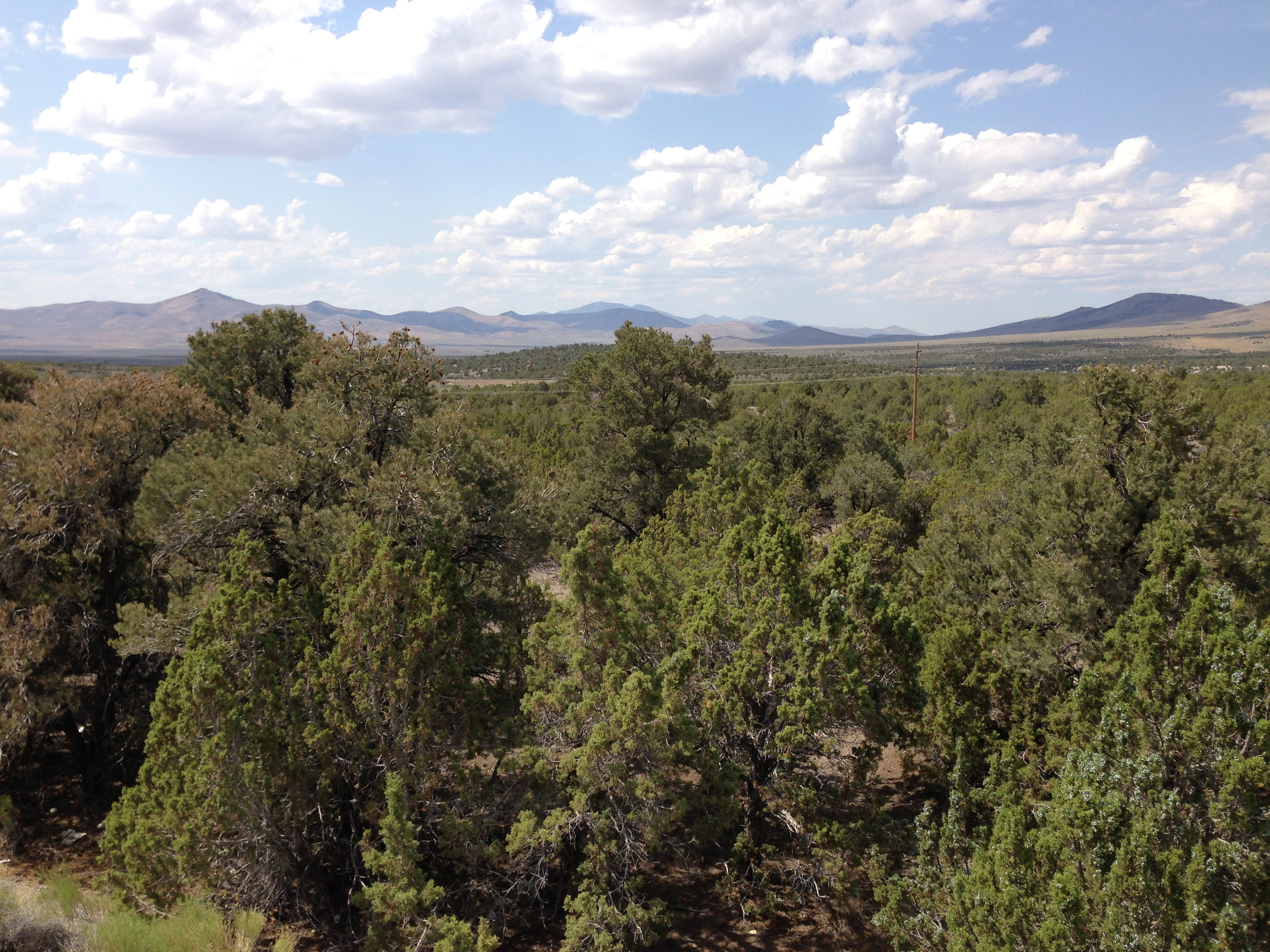
Bosc de Pinyon-Juniper al comtat d'Elko, Nevada

La comunitat pi-ginebró n'és adjacent i és per sobre de la zona de sagebrush. Les plantes principals d'aquesta comunitat són el pi de fulla única i el ginebre d'Utah, sovint amb sotabosc de sagebrush i bitterbrush (Purshia). En aquesta zona també hi ha altres espècies de ginebres, inclosos Juniperus communis i Juniperus occidentalis.
L'alçada d'aquesta zona varia, però se sol trobar entre 1.829 i 2.438 m, amb límits inferiors determinats per la manca d'humitat i els límits superiors establerts per la temperatura. La comunitat pi-ginebró està formada per arbres de fulla perenne curta que poques vegades creixen més de 30 m d'alçada. Aquesta zona de vegetació densa, possible gràcies a les inversions tèrmiques i l'augment de precipitacions, és important per a una gran varietat d'animals aïllats que es basen en aquesta interfície vegetal per a la supervivència (per exemple, l'esquirol llistat de Palmer).
Els arbres estan àmpliament espaiats i tenen un sotabosc d'una barreja d'arbustos i plantes herbàcies, sovint amb un terreny gairebé nu. Aquestes característiques han portat aquesta zona a ser anomenada "bosc pigmeu" per molts científics. L'extrem inferior d'aquesta zona està dominat pel ginebre; el mig és una combinació d'ambdues espècies i l'extrem superior està dominat per pi.

### Comunitat montana
Les serralades més altes del desert de la Gran Conca tenen una comunitat montana. A causa de les grans distàncies creades per les conques entre aquests petits hàbitats forestals, diversos substrats de roca i climes locals, els boscos de muntanya són tremendament variats pel desert.

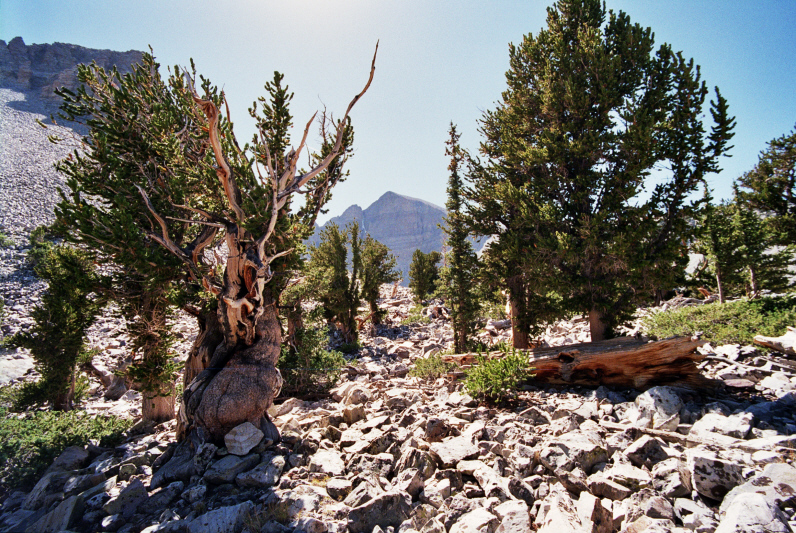
Un bosquet de pins de bristlecone de la Gran Conca

Aïllades d'una cadena muntanyosa a la següent, les comunitats montanes de la regió tenen llargues històries individuals, afectades de manera distinta per factors fortuïts de migració sobre vastes extensions de desert. Les comunitats més petites també són vulnerables als efectes adversos del canvi climàtic i a la deriva genètica.

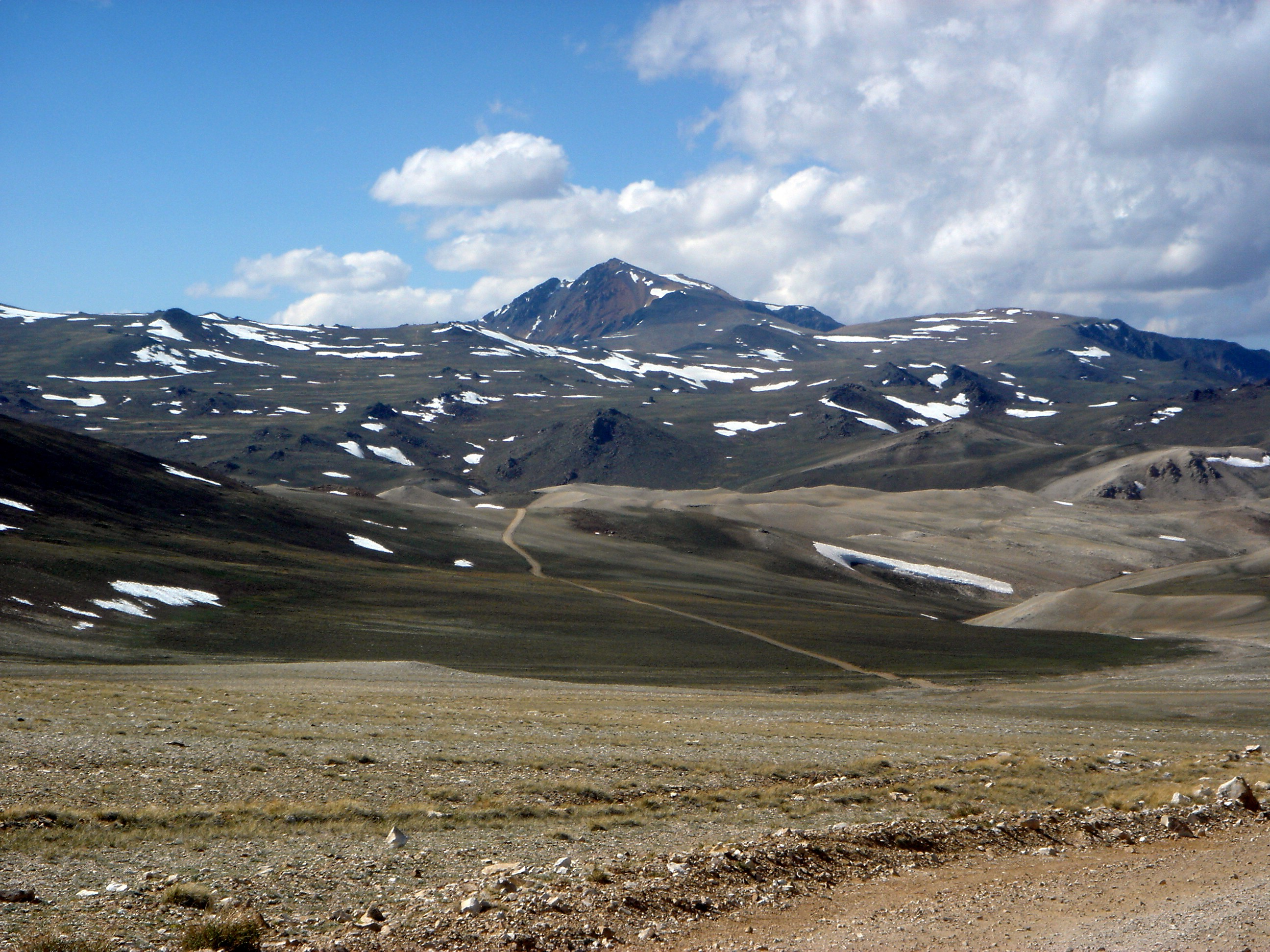
Tundra alpina de la Muntanya Blanca de Califòrnia

L'avet del Colorado, l'avet de Douglas i els pins ponderosa es troben a les elevacions mitjanes d'algunes cadenes muntanyoses, mentre que el pi Limber, l'avet subalpí, l'avet d'Engelmann i el Pinus longaeva ocupen les elevacions més altes, continuant fins a la línia superior dels arbres. La caoba de muntanya sovint domina els vessants orientats al sud, més secs i càlids. En aquesta comunitat també és habitual el trèmol.
El pi bristlecone és una espècie important, indicativa del desert de la Gran Conca. Els bristlecone viuen molt de temps, alguns durant milers d'anys. Les zones dures que ocupen sovint no tenen altres plantes, de manera que hi ha poca competència i un risc reduït d'incendi. Els arbres creixen molt lentament i produeixen fustes molt denses i resistents a les malalties. Aquests factors contribueixen a la seva llarga vida.

### Comunitat alpina

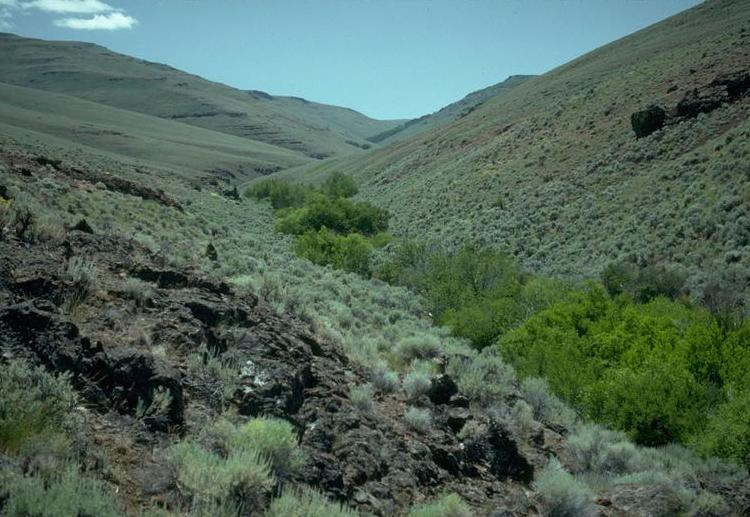
Hàbitat de ribera a les muntanyes Trout Creek del sud-est d'Oregon

Algunes serralades del desert de la Gran Conca són prou altes per tenir una comunitat alpina, una comunitat de plantes de baix creixement per sobre del límit arbori. La línia arbòria es troba generalment per sobre dels 3.000 m al desert de la Gran Conca, que es mou en pendent amb latituds més altes. Les plantes que creixen per sobre de la línia de l'arbre estan separades d'altres zones per quilòmetres de contraforts i valls. Aquest fenomen d'"illa" produeix moltes espècies endèmiques, que han evolucionat aïllades en un cim o serralada particular i només es troben en aquell lloc.
Les herbes, joncs, herbes perennes baixes i flors silvestres creixen per sobre de la línia de l'arbre.

### Comunitat de ribera
Les comunitats de ribera del desert de la Gran Conca travessen totes les elevacions i zones de vida. A la gran conca d'aquest desert es perd ràpidament l'aigua per evaporació o infiltració. No obstant això, les zones al voltant dels rierols on la vida vegetal és abundant constitueixen una zona de ribera. Al llarg d'aquestes zones humides es troben plantes amants de l'aigua com el salze, el cotó de fulla estreta, el cirerer de Virgínia, la rosa silvestre i el trèmol. El salze té una xarxa d'arrels que s'estén i li permet arribar a l'entorn per buscar aigua i també ajuda els corrents frenant l'erosió. Aquestes plantes proporcionen fusta per als castors. En aquesta comunitat, la bava de plata sovint proporciona refugi als porcs espins nord-americans.